# محوطه ناصروند ۳
محوطه ناصروند ۳ مربوط به دوره نوسنگی است و در شهرستان خرم‌آباد، بخش مرکزی، دهستان کرگاه شرقی، روستای ناصروند واقع شده و این اثر در تاریخ ۲۲ اسفند ۱۳۸۵ با شمارهٔ ثبت ۱۸۱۸۷ به‌عنوان یکی از آثار ملی ایران به ثبت رسیده است.